# Михеј
Свети пророк Михеј I (מִיכָה на хебрејском) је савременик пророка Илије.
Прорекао је цару Ахаву погибију у рату с Асирцима (I цар 22; II Днев 18). Прорицао је све усмено и није писао ништа. Други је, пак, био онај Михеј који је прорекао рођење Господа у Витлејему, и књигу пророчанства написао.
Српска православна црква слави га 5. јануара по црквеном, а 18. јануара по грегоријанском календару.